# Eiermaß
Mit Eiermaß, auch Eierschale, wird ein Volumenmaß in der Bibel benannt.
- 1 Eiermaß = 2,348 Pariser Kubikzoll[1] = 46,6 Kubikzentimeter
- 1 Chomer = 4320 Eiermaß